# Angela Chao
Angela Chao (Syosset, 4 de marzo de 1973-Johnson City, 11 de febrero de 2024) fue una empresaria estadounidense que fue directora ejecutiva de Foremost Group.

## Primeros años y educación
De ascendencia sinoestadounidense, Chao nació en Syosset, Nueva York, y creció en Harrison, Nueva York. Su padre era James S. C. Chao, quien fundó Foremost Group en 1964. Su madre era Ruth Mulan Chu Chao. Era la menor de seis hermanas, una de las cuales es Elaine Chao. Sus padres nacieron en China continental, pero huyeron a Taiwán en 1949 debido a la guerra civil china. Su padre llegó a los Estados Unidos en 1958, mientras que su madre y sus tres hermanas mayores se mudaron a los Estados Unidos en 1961. A la edad de nueve años, Chao comenzó a acompañar a su padre en visitas a barcos, explorando los barcos de adentro hacia afuera, incluidos los tanques de lastre y las bodegas de carga.
Chao fue a Harvard para obtener su título universitario, que completó en tres años, y se graduó magna cum laude con una licenciatura en economía en 1994. Luego recibió su MBA de la escuela de negocios Harvard.

## Carrera
Chao trabajó en fusiones y adquisiciones en Smith Barney, ahora parte de Morgan Stanley. Se unió a su empresa familiar Foremost Group en 1996, donde sucedió a su padre como directora ejecutiva en 2018. Foremost Group opera una flota global de granelero s. Como directora ejecutiva, se interesó en agregar a la lista de la compañía más embarcaciones ambientalmente sustentables que puedan quemar combustibles alternativos.
En un momento de su carrera, fue miembro de la junta directiva del Banco de China, vicepresidenta del Consejo de Comercio Exterior de China y directora de la Corporación Estatal de Construcción Naval de China, una empresa propiedad del gobierno chino que fabrica barcos para el ejército chino, Foremost Group y otros clientes. Fue miembro del Consejo de Relaciones Exteriores. Chao fue miembro fundador de la Fundación Asiático-Estadounidense y copresidente de su comité de educación.

## Vida personal
Chao se casó con Bruce Wasserstein en enero de 2009, poco antes de su muerte en octubre de 2009. Se casó con Jim Breyer en 2012. Residente de Austin, Texas, su hijo con Breyer tenía tres años en el momento de su muerte. Chao y su esposo se mudaron al área de Austin durante la pandemia de COVID-19 y compraron una mansión en el centro de Austin y un rancho en Johnson City. Anteriormente habían dividido su tiempo entre la ciudad de Nueva York y San Francisco, pero antes de que naciera su hijo, decidieron criarlo en Austin.

### Fallecimiento
Chao murió el 11 de febrero de 2024, a la edad de 50 años. Según el sheriff del condado de Blanco, murió después de que su vehículo utilitario Tesla Model X cayera a un estanque en su rancho privado en Johnson City. Después de celebrar el Año Nuevo lunar con amigos, alrededor de las 11:30 pm, salió de la casa de huéspedes y decidió conducir de regreso a la casa principal del rancho porque hacía frío y era una noche sin luna, pero, mientras hacía un vuelta con tres giros, accidentalmente hizo retroceder el auto por un terraplén y cayó al cuerpo de agua. Luego, Chao llamó a una de sus amigas y les informó de lo que había sucedido. Alguien en el lugar llamó al 911 y el personal de emergencia del condado de Blanco finalmente llegó a las 12:28 am, 24 minutos después de recibir la llamada.
Chao estuvo bajo el agua durante más de una hora mientras los rescatistas intentaban alcanzarla y sacarla del automóvil sumergido, ya que el vidrio especialmente endurecido de las ventanas y el techo corredizo resultó imposible de romper bajo el agua. Las operaciones de rescate se vieron obstaculizadas por la falta de un equipo de buceo disponible y una grúa que no tenía un cable lo suficientemente largo para llegar hasta su coche. Los socorristas finalmente encontraron un cable más largo y remolcaron el automóvil fuera del agua. Cuando la sacaron del automóvil a las 12:56 am, los trabajadores del SEM le administraron «soporte vital avanzado» durante 43 minutos, pero no pudieron reanimarla. En febrero de 2024, su muerte estaba bajo investigación criminal por parte de la Oficina del Sheriff del condado de Blanco.